# Praenomina romani
Segue un elenco dei praenomina romani.
- Amulius – "Amulio", raro.
- Appius (Ap.) – "Appio", usato solo dalla Gens Claudia.
- Aulus (A.) – talvolta Olus.
- Camillus – "Camillo", associato con le Gentes Furia/Arrutia dopo la loro fusione nel I secolo.
- Decius – "Decio", associato con la Gens Minatia.
- Decimus (D.) – "Decimo", molto usato.
- Drusus – "Druso", dopo Tiberio divenne un praenomen della Gens Claudia.
- Faustus – "Fausto".
- Flavius – "Flavio", praenomen Imperiale dopo il III secolo.
- Gaius (C.) – "Gaio", l'abbreviazione in "C." e non in "G." si spiega perché in origine la "c", terza lettera dell'alfabeto latino, aveva il suono della "g" e corrispondeva così al "gamma" greco; la lettera "g" fu introdotta solo più tardi nell'alfabeto romano.
- Gallus – raro e dubbio.
- Gnaeus (Cn.) – "Gneo", per i motivi dell'abbreviazione in "Cn." e non in "Gn." si rimanda a quanto segnalato circa l'abbreviazione del praenomen Gaio.
- Herius – Associato con la Gens Asinia.
- Hostus – raro.
- Kaeso (K.) – "Cesone", talvolta "Caeso", raro.
- Lucius (L.) – "Lucio", molto usato.
- Manius (M'. o Mn.) – raro, "M'." viene spesso confuso con "M.".
- Marcus (M.) – "Marco", molto usato.
- Numerius (N.) – associato con la Gens Fabia.
- Opiter – "Opitero", usato solo dalla gens Verginia e forse da quella Lucretia
- Octavius – "Ottavio", raro.
- Postumus – "Postumo", raro.
- Primus – "Primo".
- Proculus – "Procolo".
- Publius (P.) – "Publio", molto usato.
- Quintus (Q.) – "Quinto", molto usato.
- Secundus – "Secondo".
- Servius (Ser.) – da Servus ("schiavo"), raro.
- Sextus (Sex.) – "Sesto".
- Spurius (Sp.) – "Spurio".
- Tertius – "Terzo", diffuso.
- Tiberius (Ti.) – "Tiberio" dal nome del Tevere (Tiberis), molto usato.
- Titus (T.) – "Tito", molto usato.
- Vibius (V.) – "Vibio", raro.